# Aliakmonas
Der Aliakmonas (griechisch Αλιάκμωνας Aliákmonas, altgriechisch Ἁλιάκμων Haliákmōn, ionisch Aliákmōn; lateinisch Haliacmon; alle Formen (m. sg.)) ist mit 297 Kilometern der längste Fluss Griechenlands.
Der Fluss entspringt im Voio, einem Teil des nördlichen Pindos-Gebirges in Nordgriechenland, an der Grenze zu Albanien. Er fließt zuerst südöstlich, dann nordöstlich durch die Verwaltungsregionen West- und Zentralmakedonien durch den Polyfytos-Stausee und schließlich in den Thermaischen Golf. Der Aliakmonas bewässert ein ausgedehntes Gebiet und ist somit sehr wichtig für die Landwirtschaft der Region. Der Fluss bildet den westlichen Anteil des Deltas des Axios und fließt durch die Regionalbezirke Florina, Kastoria, Grevena, Kozani, Imathia und Pieria.
In der Antike nannte Ptolemäus die Gebirgskette, in der der Fluss entspringt (heute nördliches Pindos), Canavolii. Julius Caesar berichtet, dass der Aliákmonas die Grenzlinie zwischen Makedonien und Thessalien bildete. Der Fluss bewässerte die Region Elimiotis und formte dann die Grenze zwischen Pieria, Eordaea und Imathia. Zur Zeit Herodots mündete der Fluss Loudias in den Aliákmonas, heute fließt der Loudias aber direkt in die Ägäis.